# Église Saint-Michel de Sabres
L'église Saint-Michel est une église catholique située à Sabres, en France.

## Localisation
L'église est située dans le département français des Landes, sur la commune de Sabres.

## Historique
L'édifice est classé au titre des monuments historiques en 1942 et inscrit en 1991.